# Platypalpus makoaensis
Platypalpus makoaensis är en tvåvingeart som beskrevs av Smith 1967. Platypalpus makoaensis ingår i släktet Platypalpus och familjen puckeldansflugor.
Artens utbredningsområde är Tanzania. Inga underarter finns listade i Catalogue of Life.